# Ք

Քとք

筆記体

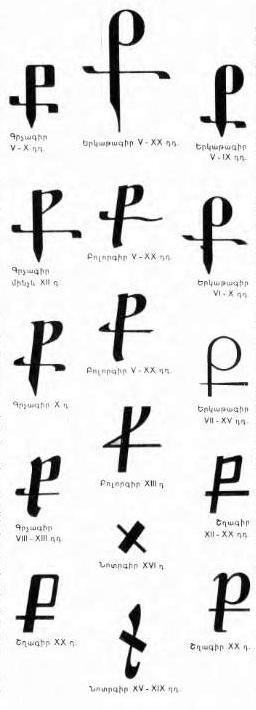
Քとքの様々な書体

Ք, ք（アルメニア語: քեまたはքէ、発音はk'e）は、アルメニア文字の36番目の文字である。405年ごろにメスロプ・マシュトツによって作成されたと見られる。

## 使用
東アルメニア語・西アルメニア語では無声有気軟口蓋破裂音[kʰ]を表す。ラテン文字化する時は「K'」と記す。記数法では9000を表す。

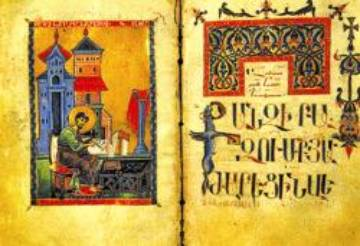
中世の写本の「Ք」
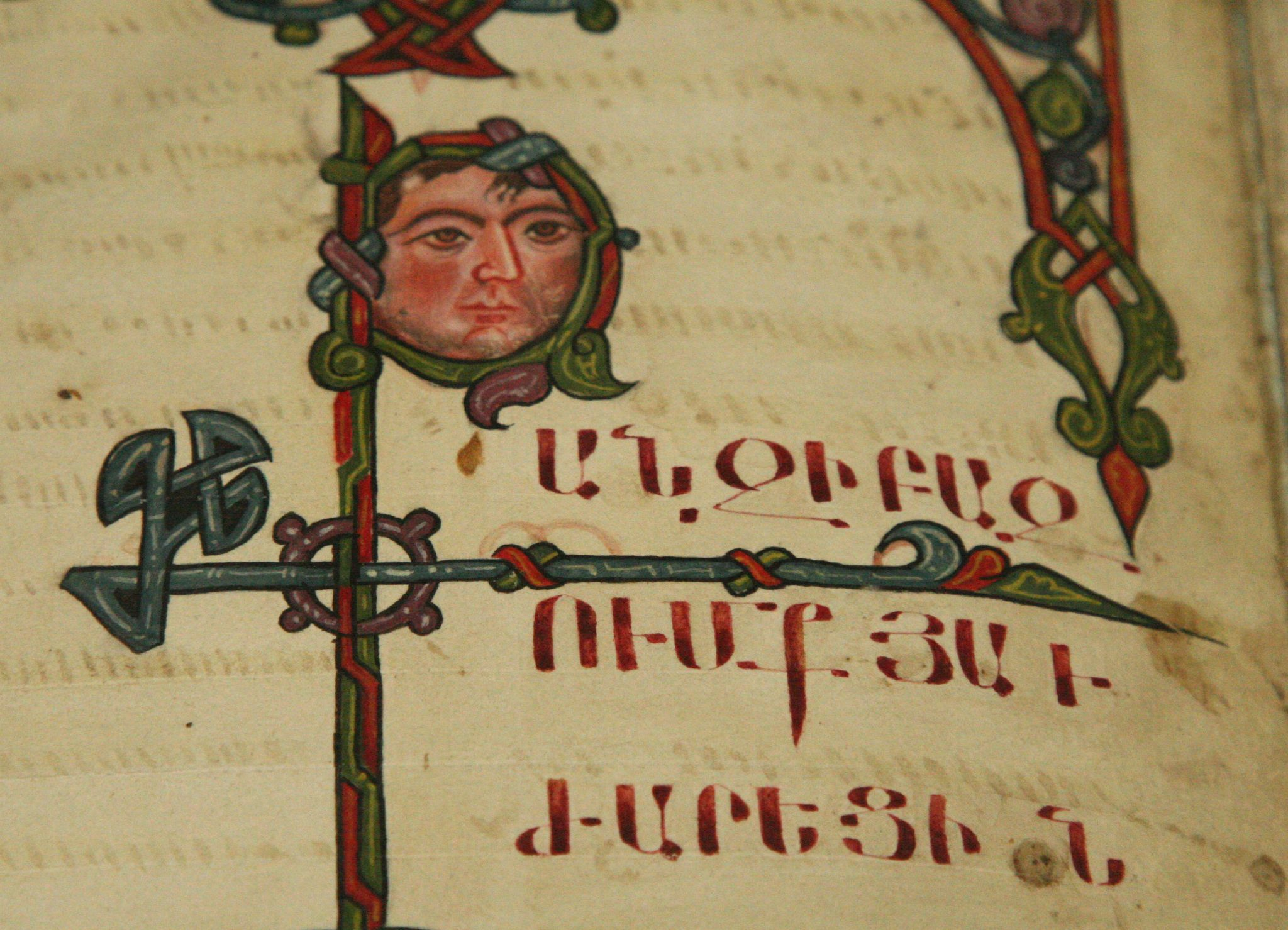
中世の写本の「Ք」

## 書体

## 符号位置
| 文字 | Unicode | JIS X 0213 | 文字参照        | 備考 |
| ---- | ------- | ---------- | --------------- | ---- |
| Ք    | U+0554  | -          | &#x554; &#1364; |      |
| ք    | U+0584  | -          | &#x584; &#1412; |      |